# Căpud, Alba
Căpud (în maghiară Magyarkapud) este un sat ce aparține orașului Teiuș din județul Alba, Transilvania, România.

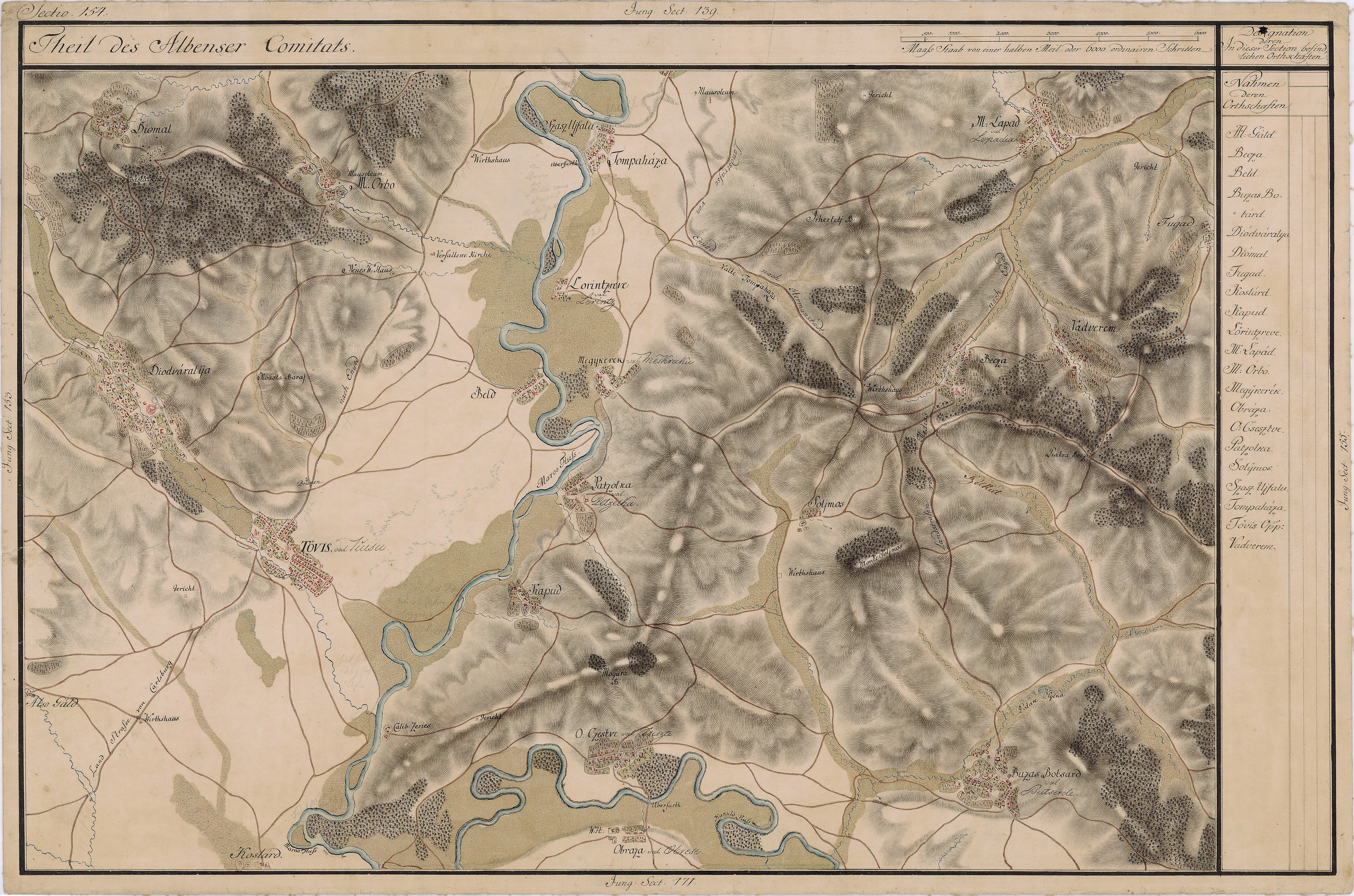
Căpud pe Harta Iosefină a Transilvaniei, 1769-73